# 赤と黒 (1997年のテレビドラマ)
赤と黒（The Red and the Black）は、1997年のフランス・イタリア・ドイツ合作のテレビドラマ。監督はジャン＝ダニエル・ヴェラーグ。

## 概要
スタンダールの長編小説を原作とする。本編200分。主演は、キャロル・ブーケ、キム・ロッシ・スチュアート。初公開は1997年12月22日、フランスのテレビ放送であり、視聴率が30％を超える大ヒットとなった。日本での初公開はNHKのBS放送で、2001年8月30日と同年9月6日の2週に分けて放送されたほか、2008年にはDVDも発売された。

## キャスト
- ジュリアン：キム・ロッシ・スチュアート（坂詰貴之）
- レナール夫人：キャロル・ブーケ（小野洋子）
- レナール：ベルナール・ヴェルレー（坂口芳貞）
- シェラン神父：モーリス・ガレル（中村正）
- ピラール神父：リュディガー・フォーグラー（菅生隆之）
- マチルド：ジュディット・ゴドレーシュ（山像かおり）
- アルタミラ伯爵：フランチェスコ・アクアローリ（後藤哲夫）
- ラ・モール伯爵：クロード・リッシュ（瑳川哲朗）

その他声の出演：麦人、藤井佳代子、咲野俊介、塚田正昭、小島敏彦、峰恵研、横尾まり、成田剣、桐本琢也、秋元羊介、石森達幸、田原アルノ、斎藤志郎